# Schwerlasttransporter der Bundeswehr

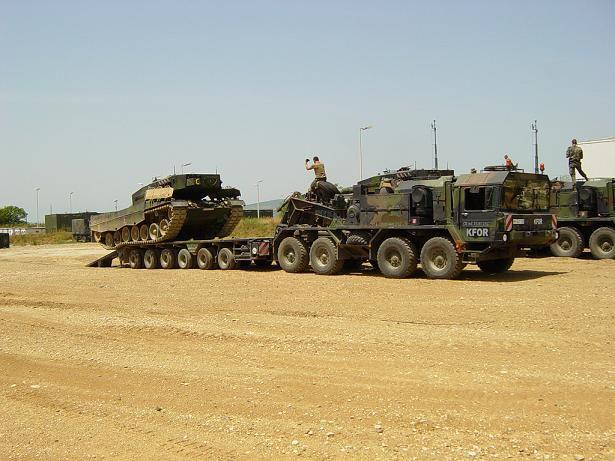
SLT „Elefant“ beim Verladen eines Leopard 2A4

Die Schwerlasttransporter (SLT) Elefant, Franziska und Mammut sind militärische Sonderentwicklungen der Bundeswehr und werden bei den Instandsetzungs-, Transport- und Logistikbataillonen der Divisionen und Korps sowie der Streitkräftebasis eingesetzt.

## Entstehungsgeschichte
In den Anfängen der Bundeswehr wurden Fahrzeuge der Baureihe Büssing 8000 S als Schwerlastzugmaschinen (SLZM) (Dienstbezeichnung: „Allrad Zugmaschine mit Seilwinde und Schwerlastanhänger 25t“) eingesetzt.

### SLT 50 „Elefant“
Der Panzertransporter der ersten Generation der Bundeswehr, der 25t glw Faun L 1212/45 VSA, wies bereits zu Beginn der 1960er-Jahre eine zu geringe Transportlast auf und wurde durch eine Neubeschaffung ersetzt. Die Weiterentwicklung dieses Fahrzeugs, der Faun 1212/50VS mit vier angetriebenen Achsen und dem MTU/Mercedes-Benz MB 837 ea 500 (einer Entwicklung aus dem Leopard-1-Motor) als Triebwerk, gilt als Prototyp des späteren SLT 50. Zusammen mit den USA wurde unter der Designation HET (Heavy Equipment Transport) 70/SLT 50 die Gemeinschaftsentwicklung eines neuen Transporters, unter anderem für das Projekt Kampfpanzer 70 in Angriff genommen.
Mit der Einstellung des Projektes im Jahr 1970 wurde ebenfalls der Panzertransporter gestoppt und Faun und Krupp mit einer Neuentwicklung beauftragt, da immer noch Bedarf bestand. Gefordert waren Beweglichkeit im Gefechtsfeld, Bergung im Gelände und Transport von Großgerät auch bei ungünstigen Straßenverhältnissen. Erste Vorserienmodelle wurden bereits 1971 getestet, und die Ergebnisse resultierten in einer Beauftragung für die Serienfertigung. Im April 1976 lieferte Faun die ersten von insgesamt 324 geländegängigen Zugmaschinen SLT 50-2 (Bundeswehrbezeichnung: Sattelzugmaschine 50-2 gl, 8×8-Schwerlasttransporter SLT 50-2). Auslieferungsende war 1979. Kässbohrer lieferte nach dem Kauf der Lizenz von Krupp die gleiche Anzahl Auflieger (Bundeswehrbezeichnung: Sattelanhänger 50t, Tieflader, mil, gl, 8×0).
1988 wurden die Zugmaschinen einer Wertsteigerung unterzogen, die Hydraulik wurde erneuert, das Bremssystem verbessert sowie die komplette Elektrik neu verlegt.
Von 1995 bis 1999 kamen die Maschinen zu Faun für eine Hauptinstandsetzung und wurden dabei von 50-2 auf 50-3 umgerüstet. Die meisten der Änderungen waren nicht so deutlich erkennbar. Es wurde vor allem an der Tauglichkeit für den Straßenverkehr (Rückspiegel, Rundumwarnleuchten, Begrenzungsleuchten) und dem Komfort für die Besatzung gearbeitet. Die Ergonomie im Cockpit wurde verbessert und auf den Einsatz asbestfreier Materialien geachtet. Die größte Modifikation erfuhr das Fahrzeug im Triebwerksbereich, wo der MB-8-Zylinder gegen einen neuen Deutz-12-Zylinder gleicher Nennleistung, aber mit verbesserter Wirtschaftlichkeit und mehr Drehmoment ausgetauscht wurde. In diesem Zusammenhang wurde auch das Getriebe des SLT 50 modifiziert.
Als Resultat kann die Zugmaschine nun auch den neuen Auflieger mit 56/59 Tonnen Maximalzuladung ziehen.
Im Rahmen der Auslandseinsätze wurden zehn SLT 50-3 von der Bundeswehr in Zusammenarbeit mit Rheinmetall mit einer Zusatzpanzerung (Modulare Schutzausstattung, MSA) ausgestattet, um das Schutzniveau für die Besatzung zu erhöhen.

### SLT 56 „Franziska“

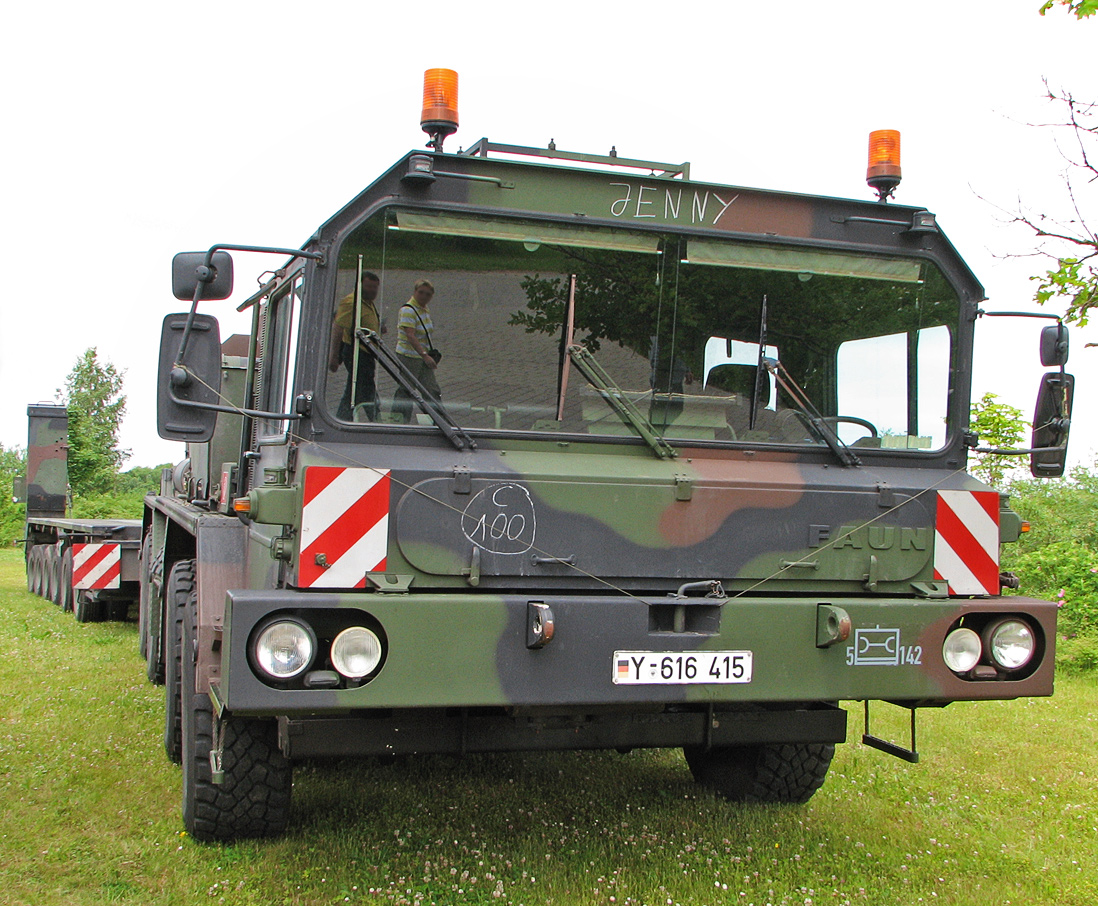
SLT „Franziska“, zu erkennen an den Doppelscheinwerfern

Mit der Einführung des Leopard 2 wurde auch ein neuer Panzertransporter benötigt, der das neue Kettenfahrzeug mit seinem gestiegenen Gesamtgewicht transportieren konnte. Die Entscheidung fiel zugunsten einer nicht geländegängigen Konstruktion, da die Anforderung der Bundeswehr nur den Transport über asphaltierte Straßen im Inneren des Landes beinhaltete. Ein erster Prototyp wurde unter der Bezeichnung FS42.75/42 bereits 1979 getestet. Diese Tests mit dem mit einem KHD BF 12L413 FC und einem 16-Gang-Getriebe von ZF ausgerüsteten Prototyp endeten erst 1988. Mit der Endbezeichnung FS 45.75/42 (Bundeswehrbezeichnung: Sattelzugmaschine, schwer, 8×6) wurde das Fahrzeug dann von Faun in Serie hergestellt; es erhielt einen 56-t-Auflieger (Bundeswehrbezeichnung: Sattelanhänger 56t, Tieflader, tmil, 12×0) der Firma Kässbohrer.
Auf den ersten Blick ähnelt der SLT 56 dem SLT50-2/3 sehr. Erst bei genauerem Hinsehen offenbaren sich die Unterschiede, besonders im Bereich der Front und des Motors hinter dem Fahrerhaus.
Insgesamt beschaffte die Bundeswehr 1989 49 Panzertransporter, an denen 1993 aufgrund der Erfahrungen in Somalia einige Umbaumaßnahmen erfolgten.

### SLT 2 „Mammut/Elefant“
Mit der Einführung des Leopard 2A6M und der Vorstellung der Kampfwertsteigerung auf den Leopard 2A7 wurde die Notwendigkeit eines Schwerlasttransporters deutlich, der in der Lage sein würde, den wieder schwerer gewordenen Kampfpanzer der Bundeswehr zu transportieren, so wurde von Rheinmetall MAN Military Vehicles (RMMV) eine neue Zugmaschine vorgestellt.

## Schwerlasttransporter SLT 50 „Elefant“

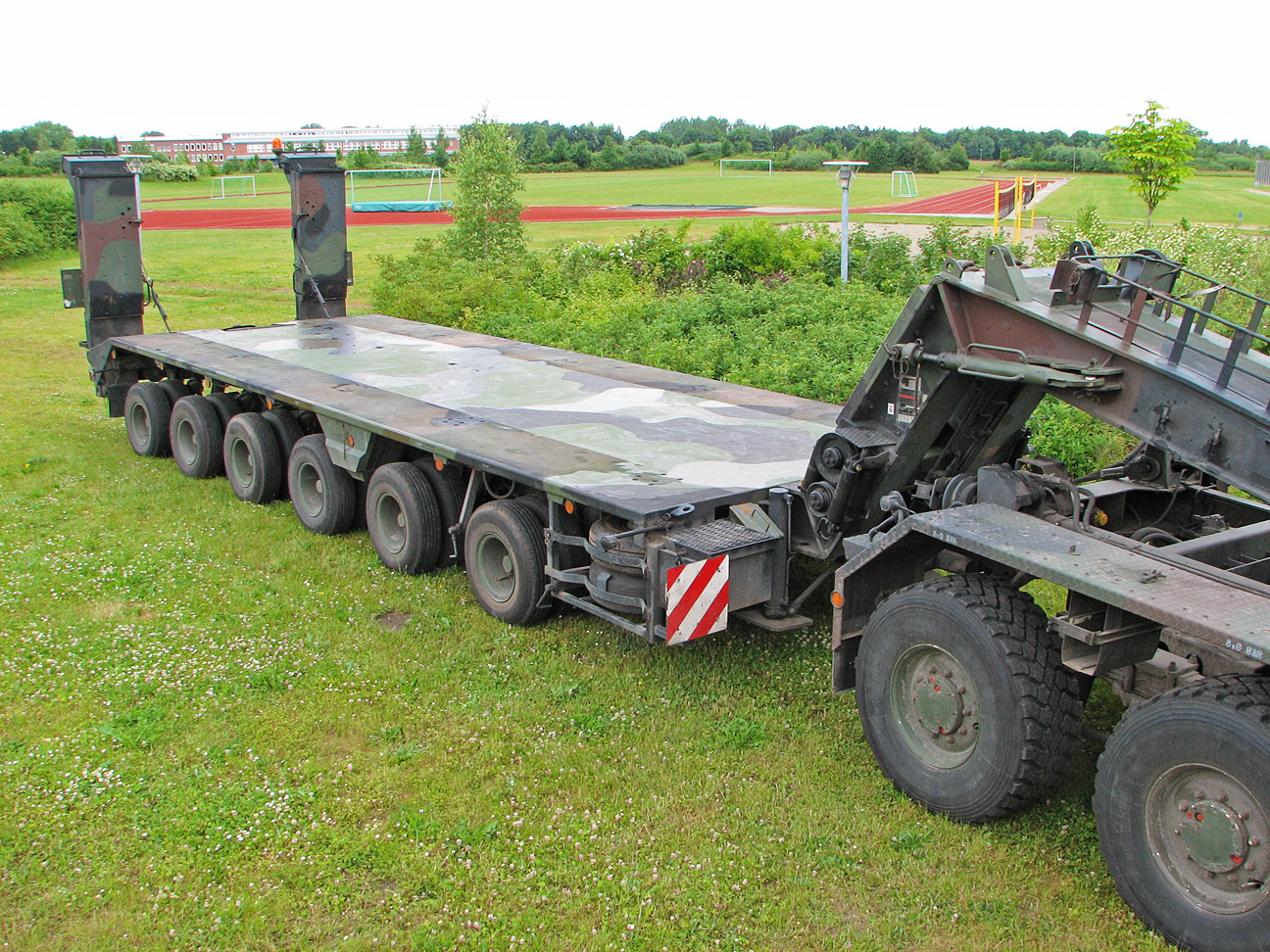
Sattelauflieger 56t für „Elefant“ und „Franziska“

Der Schwerlasttransporter „Elefant“ gehört zu den Fahrzeugen der zweiten Generation und wurde ab Ende der 1970er Jahre in Dienst gestellt. Die Sattelzugmaschine 50-2 wird von einem wassergekühlten Mercedes-Benz-Dieselmotor angetrieben, der hinter dem Fahrerhaus angeordnet ist. Dabei verteilt sich die Leistung über ein Wandler-Schaltgetriebe auf alle vier Achsen, wobei die ersten beiden als Lenkachse ausgeführt sind. Der Sattelauflieger mit einer Gesamtnutzlast von 52 t hat eine Ladefläche von 7800 × 3150 mm; seine Höhe lässt sich hydraulisch um +100/−80 mm verstellen. Die hydraulisch-mechanische Steuerung der vier Achsen ist abhängig vom Knickwinkel zwischen Zugmaschine und Sattelanhänger und erfolgt über den sogenannten „Kulissenstein“ des Aufliegers.
Mit der Umrüstung zur Bezeichnung 50-3 erhielt die Zugmaschine einen neuen Zwölfzylinder-Deutz-Dieselmotor mit Ladeluftkühlung, Direkteinspritzung und Abgasturbolader. Weitere Änderungen waren:
- Klebefolie als Warntafeln
- luftgefederte Sitze und zusätzliche Rückfahrscheinwerfer
- Einführung Sattelanhänger 56t
- Klimaanlage bei MSA-Ausstattung

Zum Bergen und Verladen besitzt der Elefant zwei Rotzler-Hydroseilwinden mit 43 m Seillänge und einer Zuglast von 18,6 t pro Winde.

### Technische Daten
|                                                                                        | SLT 50-2 mit Anh. 52t                                          | SLT 50-3 MSA mit Anh. 52t                                      |
| -------------------------------------------------------------------------------------- | -------------------------------------------------------------- | -------------------------------------------------------------- |
| Typ:                                                                                   | geländegängiger Panzertransporter                              | geländegängiger Panzertransporter                              |
| Motor:                                                                                 | 8-Zylinder-Dieselmotor MTU MB 837 EA-500, zwei Abgasturbolader | 12-Zylinder-Dieselmotor Deutz MWM TBD234, zwei Abgasturbolader |
| Hubraum:                                                                               | 29.920 cm³                                                     | 21.600 cm³                                                     |
| Leistung:                                                                              | 537 kW (730 PS)                                                | 540 kW (735 PS)                                                |
| Kühlung:                                                                               | Flüssigkeitskühlung                                            | Flüssigkeitskühlung                                            |
| Getriebe:                                                                              | automatisches 4-Stufen-ZF-Getriebe W500-10                     | automatisches 4-Stufen-ZF-Getriebe W500-10 4PW 200 H2          |
| Länge über alles:                                                                      | 18.830 mm                                                      | 18.830 mm                                                      |
| Breite über alles:                                                                     | 3.150 mm                                                       | 3.150 mm                                                       |
| Höhe über alles:                                                                       | 3.300 mm                                                       | 3.300 mm                                                       |
| Watfähigkeit:                                                                          | 800 mm                                                         | 800 mm                                                         |
| Leergewicht:                                                                           | 38.000 kg                                                      | 39.000 kg                                                      |
| Gesamtgewicht: bei 40 km/h                                                             | 92.000 kg                                                      | 92.000 kg                                                      |
| MLC                                                                                    | c92                                                            | c94                                                            |
| Nutzlast: bei 40 km/h                                                                  | 52.000 kg                                                      | 52.000 kg                                                      |
| Höchstgeschwindigkeit: mit Anhänger 56 t / 52 t mit Anhänger 52 t und Last über 47,7 t | 65 km/h 62 km/h 40 km/h                                        | 65 km/h 62 km/h 40 km/h                                        |
| Tankvolumen:                                                                           | 800 l                                                          | 800 l                                                          |
| Kraftstoffverbrauch:                                                                   | Straße: 160 l/100 km                                           | Straße: 130 l/100 km                                           |
| Reichweite:                                                                            | Straße: 500 km                                                 | Straße: 615 km                                                 |
| Besatzung:                                                                             | 4                                                              | 2                                                              |
| Bewaffnung:                                                                            | 1 Maschinengewehr MG3 auf Drehringlafette                      | 1 Maschinengewehr MG3 auf Drehringlafette                      |

## Schwerlasttransporter SLT 56 „Franziska“
Der Schwerlasttransporter „Franziska“ gehört zur Fahrzeuggeneration 3 und erweitert die Transportkapazitäten für überschwere Kampfpanzer. Optisch gleicht die Zugmaschine dem SLT 50-2 „Elefant“ mit einigen Ausnahmen, ist aber ein eigenständiges Fahrzeug. Markantes Unterscheidungsmerkmal sind die Doppelscheinwerfer an der Fahrzeugfront. In technischer Hinsicht sind es der Antrieb, der Motor, der Sattelauflieger und die geänderte Anordnung von Seilwinden und Staukästen. Wie der Elefant ist auch der Transporter Franziska mit zwei Rotzler-Seilwinden ausgestattet, mit deren Hilfe ein Panzer oder sonstiges Gerät bei Fahruntüchtigkeit auf den Tieflader gezogen werden kann. Die Ladefläche misst 8900 × 3150 mm, die Last wird auf 24 Räder verteilt. 1993 unterzog die Bundeswehr den SLT einer Hauptinstandsetzung. In dieser Zeit wurden die Kotflügel verstärkt, die Windenverkabelung geändert, luftgefederte Fahrersitze eingebaut sowie zusätzlicher Stauraum geschaffen. Hinweis: „Franziska“ ist – im Gegensatz zu „Elefant“ – kein offiziell eingeführter Name.
Im Rahmen des UN-Einsatzes in Somalia war der SLT 56 mit dem alten Auflieger im Einsatz. Der neue Auflieger war also nie in weißer Lackierung im Einsatz. Bilder der weißen Franziska-Zugmaschine mit dem alten Auflieger finden sich in der Bildersammlung auf Panzer-Modell.de.

### Technische Daten
|                                                                                    | SaZgM schwer mil (8×6) mit Anh. 56t                                           |
| ---------------------------------------------------------------------------------- | ----------------------------------------------------------------------------- |
| Typ:                                                                               | nicht geländegängiger Panzertransporter                                       |
| Motor:                                                                             | 12-Zylinder-Dieselmotor KHD BF L 513C mit Abgasturbolader und Ladeluftkühlung |
| Hubraum:                                                                           | 19.144 cm³                                                                    |
| Leistung:                                                                          | 386 kW (525 PS)                                                               |
| Kühlung:                                                                           | Luftkühlung                                                                   |
| Getriebe:                                                                          | 8-Gang, ZF 4 S-150 GPA                                                        |
| Länge über alles:                                                                  | 19.700 mm                                                                     |
| Breite über alles:                                                                 | 3.150 mm                                                                      |
| Höhe über alles:                                                                   | 2.810 mm                                                                      |
| Watfähigkeit:                                                                      | 450 mm                                                                        |
| Leergewicht:                                                                       | 37.700 kg                                                                     |
| Gesamtgewicht: bei 62 km/h                                                         | 94.500 kg                                                                     |
| MLC                                                                                | c100                                                                          |
| Nutzlast:                                                                          | 56.000 kg                                                                     |
| Höchstgeschwindigkeit: mit Anhänger 56t/ 52t mit Anhänger 52t und Last über 47,7 t | 72,2 km/h 62 km/h 40 km/h                                                     |
| Tankvolumen:                                                                       | 800 l                                                                         |
| Kraftstoffverbrauch:                                                               | Straße: 110 l auf 100 km                                                      |
| Reichweite:                                                                        | Straße: 700 km                                                                |
| Besatzung:                                                                         | 4                                                                             |
| Bewaffnung:                                                                        | 1 Maschinengewehr MG3 auf Drehringlafette                                     |

### Sattelauflieger
Mit der Einführung des Leopard 2A5 und A6 wurde der Auflieger nochmals modifiziert. Die Modifikationen umfassten einen zusätzlichen Stabilitätsholm, wodurch die neue Nutzlast nun 59,7 t beträgt. Zudem wurden Schutzbleche vor den Stoßdämpfern und Abstandsstücke zwischen den Auffahrrampen ergänzt, diese sind dadurch im aufgeladenen Zustand nicht mehr leicht zur Ladefläche hin geneigt, was nun auch den Transport des MAN 10 t gl zulässt.

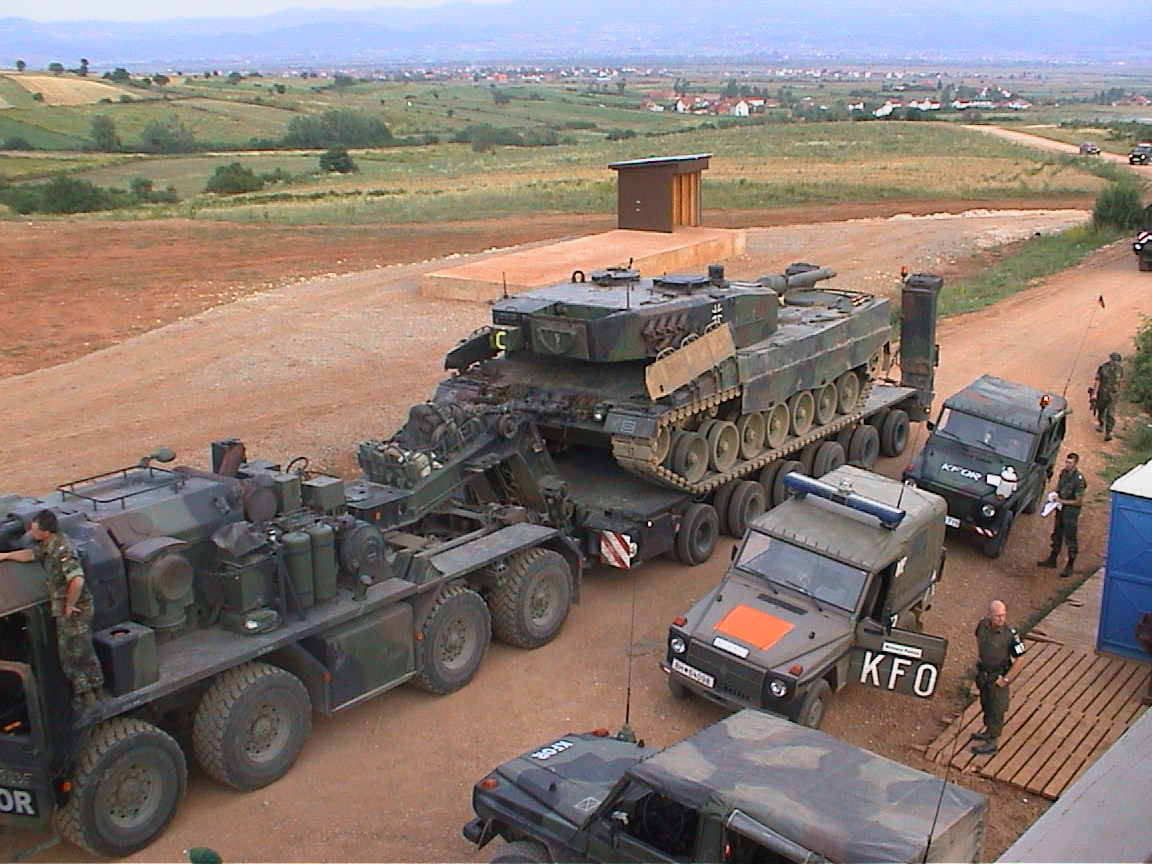
SLT „Elefant“ mit modifiziertem Auflieger 56t und Leopard 2A4 als Nutzlast

## Schwerlasttransporter SLT 2 „Mammut/Elefant“
Die neue Zugmaschine, von der Bundeswehr als Schwerlasttransporter der zweiten Generation – kurz SLT 2 – bezeichnet, kann nicht nur mit einem erhöhten Transportgewicht von bis zu 70 Tonnen aufwarten; sie wurde auch mit einer verbesserten Fahrzeugschutzausstattung gegen Infanteriewaffen und Granatsplitter versehen, die bei den bisherigen Schwerlasttransportern als MSA nachgerüstet werden musste.
Bei der Zugmaschine handelt es sich in der Basis um den MAN HX81, der mit einem 680 PS leistenden V8-Motor von MAN ausgerüstet ist und die Euro5-Abgasnorm erfüllt.
Die Zugmaschine ist mit zwei 20-t-Winden zum Bergen von Fahrzeugen sowie einer Selbstbergewinde an der Fahrzeugfront mit 8 Tonnen Maximallast bestückt.
Es sollte für diese Zugmaschine zwei verschiedene Auflieger geben, welche unabhängig beschafft werden sollten. Der kleinere hat eine Nutzlast von maximal 30 Tonnen, der größere eine Nutzlast von maximal 70 Tonnen und war somit auch für den Leopard 2A7 gedacht.
Der 70-t-Auflieger hat pro Seite sieben kurze Achsen mit Zwillingsreifen, von denen die zwei ersten und die vier letzten lenkbar sind, um Wendekreis und Reifenabrieb zu reduzieren.
Das zulässige Gesamtgewicht des Gespanns liegt bei knapp 130 Tonnen. Die Gesamtlänge beträgt etwa 24 Meter.
Der SLT 2 wurde im Laufe des Jahres 2012 bei der Bundeswehr in Dienst gestellt, bis zum Ende des Jahres 2013 sollten alle zwölf bestellten Kombinationen ausgeliefert sein. Der Gesamtpreis der Fahrzeuge betrug 12 Mio. Euro. 2015 bestellte die Bundeswehr sieben weitere Zugmaschinen bei RMMV.
Im Januar 2019 wurde dann ein Rahmenvertrag mit Rheinmetall über die Lieferung von insgesamt 137 Sattelzugmaschinen Elefant 2 mit einer Laufzeit von 7 Jahren abgeschlossen. Nach dem ersten Abruf von 32 Fahrzeugen – deren Lieferung im Jahr 2020 abgeschlossen wurde – wurden im November 2020 weitere 48 Sattelzugmaschinen bestellt. Die Mittel hierfür stammten aus dem, aufgrund der Corona-Pandemie, im Juni 2020 aufgelegten Konjunktur- und Zukunftspaket der Bundesregierung und ermöglichten eine beschleunigte Realisierung der Beschaffungsmaßnahme. Damit können die Fahrzeuge für die NATO-Speerspitze VJTF 2023 genutzt werden. Im Gegensatz zu den 2012 bestellten „Mammut 2“ verfügen die neuen Fahrzeuge dieses Typs über keine geschützte Besatzungskabine.

### Technische Daten „Mammut“
|                           | SaZgM schwer mil gesch (8×8) FSA mit Anh. 70t                                        |
| ------------------------- | ------------------------------------------------------------------------------------ |
| Typ:                      | geländegängiger geschützter Panzertransporter                                        |
| Motor:                    | 8-Zylinder-Common-Rail-Dieselmotor MAN D2868 mit Abgasturbolader und Ladeluftkühlung |
| Abgasstufe:               | Euro 5                                                                               |
| Hubraum:                  | 16.200 cm³                                                                           |
| Leistung:                 | 500 kW (680 PS)                                                                      |
| Kühlung:                  | Wasserkühlung                                                                        |
| Getriebe:                 | ZF TC-Tronic, automatisiertes 12-Gang-Getriebe mit Drehmomentwandler und Retarder    |
| Länge über alles:         | 9.465 mm (Zugmaschine), ca. 24.000 mm (Sattelzug)                                    |
| Breite über alles:        | 2.550 mm (Zugmaschine)                                                               |
| Höhe über alles:          | 4.160 mm (mit FLW100)                                                                |
| Watfähigkeit:             | 750 mm                                                                               |
| Leergewicht:              | 26.100 kg (Zugmaschine)                                                              |
| Zulässiges Gesamtgewicht: | 45.000 kg (Zugmaschine), 130.000 kg (Sattelzug)                                      |
| MLC                       | bis dato unbekannt                                                                   |
| Nutzlast:                 | 70.000 kg                                                                            |
| Höchstgeschwindigkeit:    | 89 km/h (elektronisch begrenzt)                                                      |
| Tankvolumen:              | 840 l                                                                                |
| Kraftstoffverbrauch:      | Straße: 60 L/100 km (solo) bis 100 L/100 km (volle Nutzlast)                         |
| Reichweite:               | Straße: 1.000 km+                                                                    |
| Besatzung:                | 2 (+ zwei freie Plätze für die Besatzung des Schadfahrzeugs)                         |
| Bewaffnung:               | FLW 100                                                                              |

### Sattelauflieger
Der Tiefladesattelauflieger 70t, der vom Anhängerspezialisten Doll hergestellt wird, hat ein hydraulisch höhenverstellbares Fahrwerk mit sieben starren Pendelachsen pro Seite. In Verbindung mit dem dynamischen Schwanenhals soll dies ein großes Maß an Geländegängigkeit und Fahrsicherheit ergeben. Bei Bedarf können die Lenkachsen manuell ferngesteuert werden. Der Auflieger ist zusätzlich mit Containersicherungselementen ausgestattet und daher für den Transport von zwei 10-Fuß-ISO-Containern bzw. einem 20-Fuß-Container zugelassen.
Im Juni 2022 schloss das Bundesamt für Ausrüstung, Informationstechnik und Nutzung der Bundeswehr (BAAINBw) mit Doll Fahrzeugbau einen Rahmenvertrag über die Lieferung von insgesamt 249 Exemplaren zur Auslieferung in insgesamt 7 Jahren ab. Mit einer anfänglichen Festbeauftragung wurden 31 Stück inklusive Dokumentation und Zubehör bestellt, die 2023 ausgeliefert werden sollen.
Der Tiefladesattelauflieger 30t, auch von Doll gebaut, hat ein dreiachsiges Fahrwerk mit Zwillingsreifen und Einzelradaufhängung. Er soll den Einsatz der Sattelzugmaschine in Einsatzländern mit schlechten Verkehrsinfrastrukturen ermöglichen. Der Sattelanhänger ist teleskopierbar (bis zu 12 Metern Länge), so dass er auch in engem und unwegsamem Gelände eingesetzt werden kann. Der Transport von zwei 20-Fuß-ISO-Containern bzw. einem 40-Fuß ISO-Container ist möglich.

## Weitere Nutzer
- Österreichisches Bundesheer: 3 Exemplare[9]
- Türkei SLT Franziska